# Идейская пещера
Идейская пещера (греч. Ιδαίο άντρο) — система пещер, расположенная на склонах горы Иды на острове Крит, Греция. Единственный вход в пещеру находится на уровне 1538 метров. Спуск в пещеру оборудован деревянной лестницей, встроенной в скалу.

## История
Первым начал научные исследования пещеры итальянский археолог Федерико Хальберр в 1885 году. В 1982 году археологи Яннис Сакелларакис и Катя Мандели произвели раскопки, в результате которых были обнаружены археологические находки минойской культуры конца неолитической эпохи. Были найдены бронзовые предметы вотивного предназначения.

## Мифология
Во времена Древней Греции Идейская пещера была местом поклонения. Считалось, что именно в этой пещере богиня Рея прятала младенца Зевса от его отца Кроноса. Другой вариант этого мифа описывает, как корибанты устроили шумные танцы перед входом в пещеру, чтобы заглушить плач младенца Зевса и отвлечь внимание Кроноса.
По преданию, легендарный Эпименид в молодости заснул в Идейской пещере и проснулся только через 57 лет. Пещеру он покинул уже обладателем «великих мудростей».